# Hala Torwar
L'Hala Torwar (anche citata come Torwar Hall o COS Torwar) è un palazzetto dello sport situato a Varsavia, in Polonia. Si trova vicino alla Pepsi Arena (ex Stadio dell'esercito polacco) ed è utilizzata principalmente per concerti musicali ed incontri di hockey su ghiaccio, pattinaggio, arti marziali e altri sport al coperto; ospita la squadra di hockey UHKS Mazowsze. È stata aperta nel 1953, è stata modernizzata nel 1999 e ha una capacità di circa 5 000 spettatori nell'allestimento per le partite di pallacanestro.
Il gestore è Centralny Ośrodek Sportu.
Dal 22 al 28 gennaio 2007, ha ospitato il Campionato europeo di pattinaggio artistico 2007. Nel 2009 ha invece ospitato un round preliminare di Eurobasket 2009.
La Hala Torwar è molto spesso utilizzata per concerti, con una capacità da 5 000 a 8 000 persone a seconda degli allestimenti. Alcuni degli artisti che si sono esibiti sono Pearl Jam, Iron Maiden, Placebo, Depeche Mode, Jean Michel Jarre, REM, Mariah Carey, Simply Red, Tokio Hotel, US5, 50 Cent, Snoop Dogg, KoRn, The Cure, Rihanna, Mark Knopfler e Alicia Keys.